# Linum
Linum és un gènere de plantes de la família Linaceae.

## Particularitats
Les flors de moltes espècies són blaves o grogues. Rarament tenen altres colors. L'espècie més coneguda és el lli (Linum usitatissimum).
Les fulles de gairebé totes les espècies del gènere serveixen com a aliment de les erugues de moltes papallones.

## Taxonomia
Hi ha unes 130. Cal mencionar:
- Linum austriacum
- Linum bienne (syn. L. angustifolium), lli de prat, lli bord o lli valent
- Linum campanulatum, lli campanulat
- Linum catharticum, lli silvestre, lli bord, lli purgant, llinet purgant o canxalagua (canxalaigua d'Espanya)
- Linum cratericola
- Linum dolomiticum
- Linum flavum
- Linum grandiflorum, lli de flor gran
- Linum leoni
- Linum lewisii
- Linum maritimum, lli marítim
- Linum medium
- Linum narbonense, lli blau, llinet
- Linum perenne, lli alpí
- Linum puberulum
- Linum pubescens, lli pubescent
- Linum strictum, lli groc, lli estret
- Linum suffruticosum, maleïda
- Linum tenuifolium, botja amarga, lli blanc, lli cabrer, lli armat, botgeta blanca, flor sense virtut, maleïda
- Linum trigynum (Linum gallicum), llinet francès, Lli de flor groga
- Linum usitatissimum, lli, lli cultivat
- Linum viscosum, lli viscós